# Faventilla pustulata
Faventilla pustulata är en insektsart som först beskrevs av Walker 1857.  Faventilla pustulata ingår i släktet Faventilla och familjen vedstritar. Inga underarter finns listade i Catalogue of Life.